# Aristida spiciformis
Aristida spiciformis là một loài thực vật có hoa trong họ Hòa thảo. Loài này được Elliott mô tả khoa học đầu tiên năm 1816.